# فهرست کشورها بر پایه تولید مس
این فهرست کشورهای تولیدکننده مس در سال ۲۰۰۶ است، این آمار بر اساس بررسی زمین‌شناسی بریتانیا در ژوئن ۲۰۰۸ منتشر شده‌است.

تولید مس در سال ۲۰۰۵

| رتبه | کشور          | تولید مس (تن) |
| ---- | ------------- | ------------- |
|      | جهان          | ۱۵٬۱۰۰٬۰۰۰    |
| ۱    | شیلی          | ۵٬۳۶۰٬۸۰۰     |
| ۲    | ایالات متحده  | ۱٬۲۲۰٬۰۰۰     |
| ۳    | هائیتی        | ۱٬۰۴۹٬۹۳۳     |
| ۴    | چین           | ۹۱۵٬۰۰۰       |
| ۵    | استرالیا      | ۸۷۵٬۰۰۰       |
| ۶    | اندونزی       | ۸۱۷٬۷۹۶       |
| ۷    | روسیه         | ۶۷۵٬۰۰۰       |
| ۸    | کانادا        | ۶۰۶٬۹۵۸       |
| ۹    | زامبیا        | ۵۰۲٬۹۹۸       |
| ۱۰   | لهستان        | ۴۹۷٬۲۰۰       |
| ۱۱   | قزاقستان      | ۴۵۹٬۲۰۰       |
| ۱۲   | ایران         | ۲۴۹٬۱۰۰       |
| ۱۳   | گینه نو       | ۱۹۴٬۳۵۵       |
| ۱۴   | آرژانتین      | ۱۸۰٬۱۴۴       |
| ۱۵   | برزیل         | ۱۴۷٬۸۳۶       |
| ۱۶   | کنگو          | ۱۳۱٬۴۰۰       |
| ۱۷   | مغولستان      | ۱۲۹٬۶۷۵       |
| ۱۸   | مکزیک         | ۱۲۹٬۰۴۲       |
| ۱۹   | ازبکستان      | ۱۰۳٬۵۰۰       |
| ۲۰   | بلغارستان     | ۹۹٬۰۰۰        |
| ۲۱   | آفریقای جنوبی | ۸۹٬۷۰۰        |
| ۲۲   | سوئد          | ۸۶٬۷۴۶        |
| ۲۳   | پرتغال        | ۷۸٬۶۶۰        |
| ۲۴   | لائوس         | ۶۰٬۸۰۳        |
| ۲۵   | هند           | ۳۱٬۰۰۰        |
| ۲۶   | ترکیه         | ۳۰٬۰۰۰        |
| ۲۷   | بوتسوانا      | ۲۴٬۲۵۵        |
| ۲۸   | برمه          | ۱۹٬۵۰۰        |
| ۲۹   | پاکستان       | ۱۸٬۷۰۰        |
| ۳۰   | ارمنستان      | ۱۷٬۸۰۰        |
| ۳۱   | فیلیپین       | ۱۷٬۷۰۰        |
| ۳۲   | گرجستان       | ۱۴٬۶۰۰        |
| ۳۳   | فنلاند        | ۱۳٬۰۰۰        |
| ۳۴   | رومانی        | ۱۲٬۱۷۹        |
| ۳۵   | کره شمالی     | ۱۲٬۰۰۰        |
| ۳۶   | ویتنام        | ۱۱٬۴۰۰        |
| ۳۷   | صربستان       | ۱۱٬۱۰۰        |
| ۳۸   | اسپانیا       | ۸٬۷۰۰         |
| ۳۹   | مقدونیه       | ۷٬۰۵۴         |
| ۴۰   | نامیبیا       | ۶٬۲۶۲         |
| ۴۱   | موریتانی      | ۵٬۰۳۱         |
| ۴۲   | مراکش         | ۴٬۵۰۰         |
| ۴۳   | تانزانیا      | ۳٬۲۸۵         |
| ۴۴   | زیمبابوه      | ۲٬۵۸۱         |
| ۴۵   | ژاپن          | ۱٬۰۰۰         |
| ۴۶   | قبرس          | ۹۰۰           |
| ۴۷   | عربستان سعودی | ۶۰۴           |
| ۴۸   | کلمبیا        | ۶۰۰           |
| ۴۹   | آلبانی        | ۴۰۰           |